# Carlisle (Karolina Południowa)
Carlisle – miasto w Stanach Zjednoczonych, w stanie Karolina Południowa, w hrabstwie Union.